# Cortes Superiores de Justicia en el Perú
Las Cortes Superiores de Justicia son, en el Perú, los tribunales de apelación del sistema judicial peruano y el segundo nivel jerárquico en que se organiza el Poder Judicial del Perú tras la Corte Suprema de la República. Cada Corte tiene competencia en su respectivo Distrito Judicial y su sede en la localidad señalada por ley conforme lo establece el artículo 36 de la Ley Orgánica del Poder Judicial (LOPJ).

## Conformación y especialidad
Cada Corte Superior se encuentra conformada por un determinado número de Salas Superiores de acuerdo a la carga procesal que maneja. Estas se subdividen según la especialidad que tienen. La Ley Orgánica del Poder Judicial establece las siguientes especialidades:
- Salas Civiles (artículo 40° LOPJ), que conocen todos los temas relacionados al Derecho Civil con excepción de lo relacionado al Derecho de Familia
- Salas Penales (artículo 41° LOPJ), que conocen de delitos y otros temas relacionados al Derecho Penal
- Salas Laborales(artículo 42° LOPJ), que conocen de temas relacionados al Derecho Laboral.

Adicionalmente, por la práctica administrativa, se han establecido:
- Salas de Familia, que conocen de temas relacionados al Derecho de Familia
- Salas Comerciales, que conocen de temas relacionados al Derecho Mercantil y que son consideradas como una sub-especialidad de las salas civiles.
- Salas Contenciosas-Administrativas, que conocen de temas relacionadas con la jurisdicción contencioso-administrativa.

La LOPJ contemplaba la existencia de Salas Agrarias pero, en la actualidad, dichos órganos han caído en desuso.
Finalmente, en aquellas localidades donde - por la carga procesal - no resulte conveniente tener una sala especializada, la LOPJ establece la posibilidad de constituir Salas Mixtas las mismas que, por materias de desconcentración administrativa, pueden funcionar en una ciudad distinta a la sede de la Corte Superior.

## Función jurisdiccional
Las Cortes Superiores tienen la función de ser tribunales de apelación y conocen los recursos de apelación interpuestos contra las sentencias y resoluciones expedidas por los juzgados especializados o de primera instancia. En los pocos supuestos contemplados en la legislación peruana en los que un proceso judicial puede iniciarse en una Sala Superior, el tribunal de apelación será la Corte Suprema.  
Para que una Sala emita resolución sobre un tema, son necesarios que existan tres votos conformes. Si no se llegan a emitir estos tres votos conformes en un sentido se produce lo que se conoce como discordia para lo cual es necesario llamar a un cuarto vocal dirimente de otra sala. Si tras el voto de este cuarto vocal, aún no se lograsen los tres votos conformes, se llamará a un quinto vocal dirimente con el que obtendrán, definitivamente, los cuatro votos para emitir resolución.
Contra lo resuelto por una Sala Superior no existe un segundo recurso de apelación toda vez que la legislación peruana sólo reconoce el derecho a una doble instancia. Sin embargo, existen el recurso de casación y el recurso de nulidad que no constituyen apelaciones sino que son recursos extraordinarios.

## Organización y Funcionamiento
Cada Sala superior se encuentra conformado por tres vocales, ejerciendo uno de ellos el cargo de Presidente de la Sala. El vocal de mayor antigüedad de cada sala es quien la preside. Entre los vocales supremos se elige, cada dos años, al presidente de la Corte Superior quien la representa .

## Cortes Superiores en el Perú
Con la creación del Poder Judicial se estableció que el segundo nivel organizativo estaría conformado por las Cortes Superiores de Justicia las mismas que tendrían competencia territorial sobre el departamento de su sede. Sin embargo, en 1991, la Ley Orgánica del Poder Judicial estableció en su  artículo 36 que la competencia de cada Corte Superior estaría determinada por un Distrito Judicial y que estos podrían ser creados y suprimidos por el Consejo Ejecutivo del Poder Judicial en atención a una eficaz administración de justicia y en función de áreas de geografía uniforme, concentración de grupos humanos de idiosincrasia común, volúmenes demográficos rural y urbano, movimiento judicial y la existencia de vías de comunicación y medios de transporte. Es decir, se deja de lado la equivalencia con la organización política del país y se sustenta estrictamente en factores geográficos y estadísticos.
En la actualidad existen 34 Cortes Superiores de Justicia, cada uno correspondiente a un Distrito Judicial, además de la Corte Superior Nacional de Justicia Penal Especializada creada con competencia nacional.